# Spillersboda
Spillersboda är en ort i Frötuna socken, Norrtälje kommun. Orten upphörde att betraktas som tätort 2010 på grund av att andelen fritidshus var för hög. Vid 2015 års tätortsavgränsning hade metoden ändrats och Spillersboda räknades som en tätort igen, nu täckande ett mycket större område.
Spillersboda är ett genuint skärgårdssamhälle som gått från fiskar- och jordbrukaråldern via pensionats- och ångbåtsepoken till nuvarande samhället.

## Ortnamnet
Säkert vet man inte var namnet härstammar ifrån, men en trolig förklaring är att det handlar om fiske.
Första delen spillers kan syfta på fiskeredskapet utterbräda som också kallas spillernot.
Eller från det äldre verbet spila. Att bereda, skära ut ryggben och spila fisken, d v s trä pinnar genom den uppfläkta fisken för att den därefter skulle kunna hängas upp på tork i speciella träställningar. Andra delen av namnet boda kunde betyda säsongsmässig använd bebyggelse, som när fisken gick in för att leka.

## Historia
1535 omnämns Spillersboda första gången. På 1700-talet finns tre gårdar två i Mutsunda och en i Spillersboda. Granne till Spillersboda är Håtö gård  där Schewarna bodde. 1888 öppnar Carl Fridolf Westerblom en filial till affären i Mutsunda, vid ångbåtsbryggan i Spillersboda. 1894–1895 byggs en ny affär i ett gult hus som fortfarande finns kvar vid bryggan, den så kallade Tornvillan, som senare blev ett av många pensionat i byn. Under senare delen av 1880-talet installeras de första telefonerna på orten. 1932 börjar Norrtäljebussen köra till orten. Fram till slutet av 1940-talet trafikeras Spillersboda av Vaxholmsbolagets reguljära trafik.
1919 bildades Spillersboda Varv och Slip. Varvet hade sin storhetstid på 1930-, 40- och 50-talen. Sågen har haft stor betydelse för orten. Spillersboda såg startades av Johan Eriksson 1903 och är fortfarande en av Spillersbodas största arbetsgivare (9 anställda 2018), men nu som bygghandel. En folkskola fanns mellan 1888 och 1964. Skolbyggnaden finns kvar än i dag. 
Bygghandeln har verkat under olika varumärken genom åren. Fram till 2019 var det XL Bygg som gällde innan företaget såldes till C24 Bygg Kompaniet som anslöts till kedjan Woody. 
Vykortsfotografen Elliord Mattsson, föddes och växte upp i Spillersboda. 
Under 1944 föll flygbomber på Norrmansö utanför Spillersboda. Om det var ryssarna eller tyskarna blev inte fastställt.

### Befolkningsutveckling
| Befolkningsutvecklingen i Spillersboda 1990–2020 | Befolkningsutvecklingen i Spillersboda 1990–2020 | Befolkningsutvecklingen i Spillersboda 1990–2020 | Befolkningsutvecklingen i Spillersboda 1990–2020 | Befolkningsutvecklingen i Spillersboda 1990–2020 |
| --- | ------------------------------------------------ | ------------------------------------------------ | ------------------------------------------------ | ------------------------------------------------ |
| |                                                  |                                                  |                                                  |                                                  |
| År |                                                  |                                                  | Folkmängd                                        | Areal (ha)                                       |
| 1960 | 1960                                             |                                                  | 150                                              | ¤                                                |
| 1990 | 1990                                             |                                                  | 240                                              | 85#                                              |
| 1995 | 1995                                             |                                                  | 309                                              | 124                                              |
| 2000 | 2000                                             |                                                  | 330                                              | 125                                              |
| 2005 | 2005                                             |                                                  | 314                                              | 125                                              |
| 2010 | 2010                                             |                                                  | 272                                              | 92#                                              |
| 2015 | 2015                                             |                                                  | 480                                              | 404                                              |
| 2020 | 2020                                             |                                                  | 493                                              | 406                                              |
| Anm.: Ny tätort 1995. Var ej tätort 1990 på grund av för hög andel fritidsbebyggelse. Vid tätortsavgränsningen 2005 räknades Spillersboda som tätort, men enligt den ändrade definitionen 2010 var orten istället småort 2005 på grund av för hög andel fritidsbebyggelse. Enligt småortsavgränsningen 2010 var antalet invånare år 2005 i småorten 299 enligt den definition som gällde 2010. Arean utgjorde dock 92 hektar enligt båda rapporterna. Åter tätort 2015. ¤ Som tätortsbebyggelse med 150-199 invånare # Som småort. |                                                  |                                                  |                                                  |                                                  |

## Samhället
I Spillersboda finns det en åretruntöppen affär, ett varv, en bygghandel och många bryggor samt en sjömack. Utöver det fasta invånarantalet på drygt 300 finns cirka 1 500 fritidsboende. Spillersboda har även stor betydelse för öbor som handlar och reser från orten. Många av de fastboende är egna företagare, ofta inom hantverksyrken.

## Idrott
Orten har en idrottsförening: Spillersboda IF som huvudsakligen har verksamhet i bandy.